# Diviciacus (Suessionen)
Diviciacus war ein Fürst der belgischen Suessionen.
Wie Caesar in seinem Bericht de bello Gallico überliefert, war Diviciacus einige Zeit vor dem Gallischen Krieg – vielleicht um 80 v. Chr. – der mächtigste keltische Fürst Galliens. Sein Reich dehnte sich vom heutigen Belgien, wo das Stammland der Suessionen lag, bis nach Britannien aus. Außer der kurzen Erwähnung bei Caesar sind noch einige Bronzemünzen des Diviciacus erhalten.